# Celtic Woman
Celtic Woman (n.đ. 'Người phụ nữ Celt') là một nhóm nhạc toàn nữ Ireland, được thành lập vào năm 2004 cho một sự kiện được tổ chức một lần tại Dublin, Ireland. Họ bắt đầu lưu diễn quốc tế với tư cách là một nhóm, sau nhiều lần được phát sóng trên PBS giúp thúc đẩy sự nổi tiếng của ban nhạc.

## Lịch sử
Nhóm nhạc được hình thành bởi David Downes, một cựu đạo diễn của một chương trình âm nhạc với những điệu nhảy dân gian của người Ireland mang tên Riverdance. Mục đích của David Downes là xâm nhập vào thị trường âm nhạc Mỹ với phong cách nhạc Celt. Ông muốn thành lập nên một nhóm nhạc nữ trình diễn những ca khúc mang âm hưởng của nhạc Celt (nhạc cổ xưa của người Celt) cũng như đạo diễn Michael Flatley cũng đã khai thác thành công khi thành lập nên những nhóm nhạc pop nữ như Spice Girls, Pussycat Dolls. Vào năm 2004, David Downes đã tập hợp lại 5 cô gái nghệ sĩ hát solo người Ireland (trong đó có một người là nghệ sĩ vĩ cầm) và chưa từng biểu diễn cùng với nhau. Chloë Agnew, Órla Fallon, Lisa Kelly, Méav Ní Mhaolchatha và nghệ sĩ violin Máiréad Nesbitt là năm gương mặt đầu tiên tạo nên sự thành công cho Celtic Woman với một số ca khúc hiện đại được biến tấu theo âm điệu của nhạc Celt (trong đó giai điệu của violin là không thể thiếu). Trong vòng 5 năm, Celtic Woman đã có thay đổi một số thành viên. Những thành viên hiện tại trong Celtic Woman là Chloë Agnew, Lisa Lambe, Lisa Kelly, Susan McFadden  và nghệ sĩ violin Máiréad Nesbitt. Tính đến nay, đã có 7 album được xuất bản dưới cái tên "Celtic Woman" là: Celtic Woman, Celtic Woman: A Christmas Celebration, Celtic Woman: A New Journey, Celtic Woman: The Greatest Journey, và Celtic Woman: Songs from the Heart, Celtic Woman: Lullaby, Celtic Woman: Believe. Celtic Woman đã đảm nhiệm nhiều tour biểu diễn trên thế giới. Album của Celtic Woman đã được bán ra với hơn 50 triệu bản, biến nó thành một trong những nhóm nhạc thành công nhất trong lịch sử, nhưng lại với thể loại nhạc Celtic.

## Thành viên
Thành viên hiện tại tính đến tháng 7 năm 2023:
- Mairéad Carlin
- Tara McNeill
- Muirgen O'Mahony
- Emma Warren

Thành viên cũ gồm có:
- Chloë Agnew
- Órla Fallon
- Lynn Hilary
- Lisa Kelly
- Lisa Lambe
- Susan McFadden
- Éabha McMahon
- Méav Ní Mhaolchatha
- Máiréad Nesbitt
- Deirdre Shannon
- Alex Sharpe
- Hannah Traynor
- Megan Walsh
- Hayley Westenra

## Lưu diễn
1. Celtic Woman: The Show (2005–2006)
2. A New Journey Tour (2007–2008)
3. Isle of Hope Tour (2009)
4. Songs from the Heart Tour (2010–2011)
5. A Christmas Celebration: The Symphony Tour (2011)
6. Believe Tour (2012–2013)
7. Home for Christmas Tour (2012–2016)
8. Emerald – Musical Gems Tour (2014)
9. 10th Anniversary Tour (2015)
10. Destiny Tour (2016)
11. Voices of Angels World Tour (2017–2018)
12. Homecoming Tour (2018)
13. The Best of Christmas Tour (2018)
14. Ancient Land Tour (2019)
15. The Magic of Christmas Tour (2019)
16. Celebration: 15th Anniversary Tour (2020) - bị rút ngắn do đại dịch COVID-19
17. Postcards from Ireland Tour (2022)
18. A Christmas Symphony Tour (2022–2023)
19. 20th Anniversary Tour (2024)